# Matt Groening
Matthew Abram Groening (Portland, Oregon, 15. veljače 1954.), američki je crtač animiranih filmova i stripova, dobitnik nagrade Emmy te autor poznatih animiranih serija Simpsoni i Futurama, ali i stripa Life in Hell (Život u paklu). Groening trenutno radi kao kreativni savjetnik na TV seriji Simpsoni, radnom mjestu koje je njegovo već sedamnaest godina, još od početaka emitiranja serije 1989.

## Rani život
Kao treće od petero djece u obitelji, Groening je odrastao u Portlandu u Oregonu. Njegova majka Margaret bila je učiteljica, a otac Homer filmaš, scenarist i animator.
Matt je pohađao Evergreen State College u Olympiji u saveznoj državi Washington, školu koju je nazivao "hipijevskim koleđem, bez ocjena i obaveznih predavanja, koja je privlačila sve kreativne čudake na sjeverozapad". Tamo je bio glavni urednik školskih novina (The Cooper Point Journal). U tjednim je izdanjima redovito pokazivao svoje vještine pisanja, a povremeno se koristio i svojim crtačkim vještinama za stvaranje stripova.

## Karijera
1977., u 23. godini Groening se preselio u Los Angeles kako bi postao pisac. Na neko je vrijeme našao posao kao vozač i "biograf" neuspješnog 88-godišnjeg redatelja filmova B kategorije. Groening je svoj život u Los Angleseu opisao prijateljima u obliku stripa i nazvao ga "Život u paklu". Naslov tog stripa bio je povezan s poglavljem knjige Waltera Kaufmanna Kritika religije i filozofije koje je bilo naslovljeno "Kako otići u pakao".
Groening je počeo objavljivati strip 1977. fotokopirajući i distribuirajući ga u jednoj trgovini u kojoj je tada radio. Prvi strip koji je uspio prodati nosio je naziv "Zabranjene riječi", a prodao ga je 1978. avangardnom časopisu Wet, a do 1980. strip je postao toliko popularan na underground sceni da ga je kupio Los Angeles Reader.
1982. urednik Readera dao je Groening vlastitu tjednu rock ‘n’ roll kolumnu, "Sound Mix". Međutim, kolumna je rijetko bila o rock ‘n’ roll-u zato što je Groening češće pisao o svojem životu i djetinjstvu, kućnim ljubimcima te čak i o stvarima koje je pronašao na ulici. U pokušaju da kolumni doda više rocka, često je jednostavno izmišljao stvari pišući izvještaje o izmišljenim sastavima i nepostojećim albumima. Sljedećeg je tjedna redovito priznavao da je izmislio sadržaj prethodne kolumne, a zatim se zaklinjao da je sve u novoj kolumni istinito. Naposljetku je zamoljen da se odrekne "glazbene" kolumne i da možda započne pisati humorističnu kolumnu pod drugim naslovom.
Groening je upoznao svoju suprugu, Deborah Caplan, 1980. u Los Angeles Readeru (razveli su se 1999.). Krajem 1984. ona je izdala Groeningovu prvu knjigu stripova, Love is Hell (Ljubav je pakao) koja je bila veliki uspjeh na underground sceni. Uskoro su napustili Reader i zajedno osnovali tvrtku Life in Hell Co., koja se bavila izdavanjem novih Groeningovih projekata.
Kasnih 1980-ih Groening je nacrtao nekoliko reklama za tvrtku Apple Computer koje su uključivale i likove iz stripa Life in Hell. Taj se strip još uvijek može naći u mnogim tjednicima, a po uzoru na njega nastala je i serija knjiga koja uključuje Školu u paklu, Djetinjstvo u paklu, Život u paklu, Veliku knjigu pakla i Ogromnu knjigu pakla.

## Simpsoni
Life in Hell skrenuo je pažnju hollywoodskog scenarista i producenta te osnivača Gracie Filmsa Jamesa L. Brooksa, kojemu je strip pokazala druga producetnica Polly Platt, na M. Groeninga. 1985. Brooks je kontaktirao Groeninga s, tada još nedefiniranim, poslovnim prijedlogom o budućoj suradnji. Ta je suradnja uključivala razvoj serije kratkih animacija koje su bile prikazane u FOX-ovoj emisiji show Tracey Ullman. Isprva je Brooks želio da Groening za emisiju prilagodi likove iz svojeg stripa Life in Hell. Međutim, zbog straha da će izgubiti autorska prava nad likovima, Groening je odlučio stvoriti nešto novo. Prvotni izgled Simpsonovih smislio je u samo petnaest minuta.
Obitelj Simpson prvi se put pojavila u showu Tracey Ullman 19. travnja 1987. i animacije su postale veoma popularne što je dovelo do izdvajanja Simpsona u samostalnu seriju 1989. Serija je brzo, na iznenađenje mnogih, postala svjetski fenomen. 1990-ih je Groening pokušao napraviti zasebnu seriju o klaunu Krustyju, ali taj projekt nije zaživio.
Groening se nekoliko puta nakratko pojavio u seriji, a u epizodi "My Big Fat Geek Wedding" imao je i ulogu u kojoj je govorio. Također je par puta njegovo ime nasumično spomenuto. Trenutno na seriji radi kao kreativni savjetnik, a ujedno je i scenarist i producent nadolazećeg cjelovečernjeg filma o Simpsonima.

### Imena likova iz Simpsona
Groening je glavne likove iz Simpsona nazvao po članovima vlastite obitelji: njegovim roditeljima, Homeru i Margaret (Marge ili Marjorie u Simpsonima) i mlađim sestrama, Lisi i Margaret (Maggie). Za sebe je odlučio da bi bilo previše očito lik nazvati po sebi pa je izabrao ime "Bart" (anagram engleske riječi brat što znači derište). Međutim, Groening je naglasio da, osim malo rivalstva između braće i sestara, njegova obitelj nije nimalo nalik Simpsonima.
Groening također ima i starijeg brata i sestru, Marka i Patty, ali oni su izostavljeni iz obitelji Simpson. Upitno je je li Margeina sestra Patty dobila ime po Groeningovoj sestri ili se radi samo o slučajnosti. U jednom intervjuu iz 1995. Groening je opovrgnuo da je prava inspiracija za Barta bio njegov brat Mark.
Groening je izjavio da je odbio Homerovog oca nazvati po vlastitom djedu te je drugim scenaristima ostavio da izaberu ime. Rekao je da su scenaristi lik nazvali Abraham, što slučajno i je ime Groeningovog djeda. Imena Homer i Abraham također nose i Groeningova dva sina.
Prezime "Wiggum" koje nosi šef policije Clancy Wiggum djevojačko je prezime Groeningove majke.

## Futurama
Nakon što je nekoliko godina istraživao znanstvenu fantastiku, Groening je s jednim od pisaca Simpsona, Davidom X. Cohenom razvio Futuramu, animiranu seriju o životu u godini 3000.
Serija nagrađivana Emmyjima bila je srednje uspješna, ali ju je nakon četiri godine emitiranja ugasio 20th Century Fox. Međutim, veliki uspjeh DVD izdanja serije i gledanost na kanalima Cartoon Network i Teletoon vratili su Futuramu u život. Tako će po uzoru na seriju na DVD-u izaći četiri filma, a Comedy Central naručio je 13 novih epizoda koje će se emitirati 2008.

## Zanimljivosti
- Na fakultetu je Groening ponekad hvatao bilješke u obliku stripova.
- U jednom od svojih glazbenih izvještaja za kolumnu u Los Angeles Readeru, Groening je tako iskritizirao glazbenika Dannyja Elfmana da je ovaj u bijesu poslao pismo uredniku.[2] Kasnije je Elfman skladao glazbenu temu za Simpsone.
- I Groening i njegov lik Bart Simpson su ljevoruki. Drugi ljevoruki likovi u Simpsonima su Ned Flanders, gospodin Burns, Apu i Moe Szyslak; međutim, u nekim epizodama oni su i dešnjaci.
- U nekima od originalnih crteža Homera Simpsona, Homerovo uho ima oblik slova "G", a kosa je oblikovan kao slovo "M" što daje Groeningove inicijale. Međutim, on nije uključio ta obilježja u svoje kasnije crteže zato što je smatrao da će to previše odvlačiti pozornost onima koji su tih obilježja svjesni.